# ハドリアヌス6世 (ローマ教皇)
ハドリアヌス6世（Hadrianus VI, 1459年3月2日 - 1523年9月14日）は、オランダ出身、ヘールト・デ・フローテのつくった共同生活兄弟団のメンバーで神聖ローマ皇帝カール5世の個人教授という経歴を持つローマ教皇（在位：1522年 - 1523年）。本名はアドリアン・フロリス (Adriaan Florenszoon) とされているが、フロレス・ボイエンス (Florenszoon Boeyens) などと書かれることもあり、記録によって諸説ある。
芸術への出費を削減するなどルネサンス期としては異色の教皇であった。教会改革を志していたが、治世が短すぎたため、果たされなかった。

## 生涯
オランダ・ユトレヒトに今も生家が残るハドリアヌス6世ことアドリアンは元々、ツボレかデヴェンテルの共同生活兄弟団のメンバーだったようである。ルーヴェン大学で神学・哲学・法学を修め、1491年に神学博士号を取得し、大学の教授陣の一員となった。
1507年、アドリアンは皇帝マクシミリアンから孫にあたる7歳の王子の個人教授（家庭教師）に任命される。この王子が後のカール5世である。アドリアンは1515年に王子によってスペインへ派遣され、トルトサ司教任命の確約を取得し、さらに1516年11月14日にはアラゴン王国の異端審問所長に任命された。
カール5世の幼少時、アドリアンはヒメネス・デ・シスネロス枢機卿と協力して摂政の任を果たした。1517年にシスネロス枢機卿が没した後はアラゴン・カスティーリャ全域の異端審問所長の任を受け、この仕事を1522年にローマへ召喚されるまで勤めた。カール5世に対しては、父親のような役割を果たしていたシスネロス枢機卿ほど厳しい忠告ができるほどではなかったようである。
1520年にカール5世が反乱鎮圧のためにネーデルラント（現在のオランダ）へ向かうと、アドリアンは王不在時の摂政に任命された。これ以前の1517年には、すでにレオ10世によって司祭枢機卿に任命されている。
1522年1月9日、コンクラーヴェにおいてそれまでほぼ無名だったアドリアンが教皇に選出されたことは、とても驚かれた。63歳にして教皇冠を受け、ハドリアヌス6世を名乗った新教皇は、ひそかに教会改革への意欲を燃やしていた。教皇として教会の問題を1つずつ片付けていこうと考え、手始めに当時議論の的となっていた贖宥と結婚の解除の問題に取り組んだが、もっとも強力に反対したのは、レオ10世以来の既得権益を守ろうとした枢機卿たちであった。
イタリア人から見ればハドリアヌス6世は貧乏臭い外国人学者であり、古典美術に対する理解がなく芸術家への援助を削減する、物知り顔の男としか見られなかった。アヴィニョン出身でレオ10世のお抱えの音楽家であったカルペントラスなどは、ハドリアヌス6世が芸術を無益なものと見ていたことから、ローマを離れた。ハドリアヌス6世の時代にローマの音楽のレベルは急激に下がっている[要出典]。
ハドリアヌス6世はオスマン帝国への対抗上、ヨーロッパの諸侯が協働してくれることを望んでいたが、それが果たされることはなかった。1523年には、神聖ローマ帝国やイングランド、ヴェネツィアなどからなる対フランス同盟に肩入れせざるをえなくなった。ヨーロッパ諸国がもめるのを尻目に、オスマン帝国のスレイマン1世は地中海の根拠地ロドス島を陥落させることに成功した。
当時のドイツではプロテスタント問題が起こっており、ハドリアヌス6世はこの事態の重要性を十分認識していなかったようであるが、1522年のニュルンベルクの帝国議会で教皇使節フランチェスコ・キエレガーティ枢機卿は、教会の混乱の原因が教皇庁と高位聖職者の腐敗にあることを率直に認め、「教会改革を推進することを約束する」という教皇の言葉を伝えた。このように教皇が自らの誤りを認めて公式に発言する例は史上稀有のものであり、後年のパウロ6世やヨハネ・パウロ2世に至るまで類例をみない。しかし、このような教皇の率直な心情の吐露も教会分裂の回避には寄与することがなく、プロテスタント側の嘲笑と反教皇宣伝に利用される結果になった。
このように教皇庁の腐敗と人間の限界を認めているハドリアヌス6世の発言の中でも注目されるのは、教皇が信仰の問題に関して発言する場合でも誤りうるということを表明している点である。カトリック教会の公式解釈では、これは「聖座から」（エクス・カテドラ）公式に述べる場合のことについて述べているわけではないので、「信仰および道徳の問題に関して、聖座から不可謬なものであるとして宣言される場合にのみ、教皇は不可謬」とする、非常に限定的な教皇不可謬の教義と矛盾しないと考える。その一方、ある人々は「聖座から」という考え方は19世紀になって出てきたものであると解釈している。
1523年9月14日に死去した。教会改革を成し遂げるには短過ぎる治世であった。異色の教皇であったハドリアヌス6世の著述は死後、失われていった。次の教皇には、前教皇レオ10世の従弟に当たるクレメンス7世が選出された。
ハドリアヌス6世以降、非イタリア人が教皇に選出されることは、455年後の1978年に選出されるポーランド出身のヨハネ・パウロ2世まで絶えた。